# Macchiagodena
Macchiagodena község (comune) Olaszország Molise régiójában, Isernia megyében.

## Fekvése
A megye délkeleti részén fekszik, a Matese lábainál. Határai: Bojano, Cantalupo nel Sannio, Carpinone, Frosolone, San Massimo, Sant’Elena Sannita és Santa Maria del Molise.

## Története
Első írásos említése 964-ből származik Maccla de Godino néven. A 19. század elején nyerte el önállóságát, amikor a Nápolyi Királyságban felszámolták a feudalizmust.

## Népessége
A népesség számának alakulása:

## Főbb látnivalói
- Santa Maria Assunta-katedrális
- Castello